# Sweet Sacrifice
«Sweet Sacrifice» (en español: «Dulce sacrificio») es el tercer sencillo del álbum The Open Door de la banda Evanescence. Inicialmente, "All that I'm living for" había sido planeado como el siguiente sencillo y la banda lo había anunciado en conciertos y en línea, sin embargo, debido a la reacción de los fanes y por petición de la banda, la discográfica reconsideró la decisión y cambió de canción, Sweet Sacrifice pasó a ser la decisión final.
El sencillo original fue lanzado en Alemania el 25 de mayo de 2007, que ofrece una versión básica y prémium. En otros lugares estaba programado para un lanzamiento el 8 de mayo de 2007 a través de Amazon.com, pero más tarde fue cancelado. 
El sencillo vendió alrededor de 170 350 copias en su primera semana. Hasta la fecha ha vendido más de 1 000 000 de copias a nivel global. La canción formó parte del repertorio de canciones del The Open Door Tour (2006-2007) y también de algunos conciertos de la gira Evanescence Tour (2012)

## Antecedentes
Escrita por Amy Lee y Terry Balsamo, fue grabada en Record Plant Studios, Los Ángeles, mezclada por Dave Fortman en Ocean Way Studios, Los Ángeles y masterizada por Ted Jensen en Sterling Sound, Nueva York. La programación fue hecha por DJ Lethal. Es el primer corte del álbum The Open Door.  "Sweet Sacrifice" pertenece al metal alternativo y metal gótico, situada en un tiempo común y realizada en el tempo moderado de 96 beats por minuto. Está escrita en la tonalidad de Fa# menor y el registro Lee para canción es de una nota de A#3 a G5.
Amy Lee sobre la canción
"Es la única canción en The Open Door que es sobre la misma relación abusiva, que era la fuente de todas las canciones de Fallen. Era apropiado poner esta canción al principio, pero viene desde un punto de vista mucho más fuerte que en Fallen. No está diciendo, 'Estoy atrapado en el miedo y alguien salveme' Está diciendo: 'El miedo esta sólo en nuestras mentes... No tengo miedo nunca más.'"
En otros lugares, estaba programado para su lanzamiento el 8 de mayo de 2007 a través de Amazon.com, pero luego fue cancelado.

## Recepción
Bill Lamb del sitio web About.com, puso la canción en su lista de Top Tracks de The Open Door junto con "Lacrymosa", "Call Me When You're Sober", "Your Star" y "Good Enough". [14] En su reseña a The Open Door, Ed Thompson de IGN, destacó la canción como la "mejor pista" del álbum y la puso en su lista "Definitely Download". Richard Harrington, del Washington Post escribió que "No hay escasez de rockeros dinámicos en The Open Door, incluyendo 'Sweet Sacrifice'", entre otros. Brendan Butler de Cinema Blend concluyó que "Call Me When You're Sober" y "Sweet Sacrifice" eran las únicas canciones "aptas para la radio", en el álbum antes de agregar que "esas son las únicas canciones que no se desvanecen,terriblemente, después de un minuto ".

## Video musical
El video de "Sweet Sacrifice" fue filmado en Burbank, California el 9 y 10 de marzo del 2007, y fue dirigido por Paul Brown. CNN transmitió un segmento que ofrecía algunas imágenes del detrás de escenas del video el 16 de marzo de 2007. El video se filtró en la internet el 4 de abril luego de estar brevemente disponible en la tienda iTunes Store de Estados Unidos. Fue estrenado el 5 de abril del 2007 en Yahoo! Music.
Dos ganadores de un concurso creado por el club oficial de Evanescence, ganaron pases para ver la filmación del video.
Lee ha dicho en una entrevista a MTV News que el vídeo está inspirado en la película "The Cell" y que la principal fuente de inspiración fue "Algo así como si estuviéramos en las paredes de nuestras mente". También reveló aún más sobre el concepto del video: "Es sobre todo performance en vivo. No es tanto volar, y trucos, y lobos, y esas cosas. Es realmente sólo acerca de la canción, y eso es único para nosotros. Solemos hacer cosas locas. Va a ser algo así como un video dentro del video. Como la canción es nuestro sencillo más pesado, realmente queríamos centrarnos en su mayoría en la performance, pero todavía tener algo en él que sea realmente único. Y creo que Paul, el director, dio en el clavo.
El vídeo comienza con Lee en un sofá y mientras la canción avanza ella empieza a cantar la letra mientras se levanta de él. La vocalista utiliza un vestido rojo y maquillaje del mismo color en su rostro. Más tarde en otras escenas, la muestran cantar en una habitación similar a la película de suspenso The Cell, mientras que la banda está tocando en otra habitación. Durante el video se pueden apreciar escenas fugazmente proyectadas las cuales forman parte de la trama de la película.

## Lista de canciones
Existen dos versiones del sencillo (aparte del radio promo), ambas presentando una foto tomada por la fotógrafa Amy V. Cooper. El sencillo solo ha sido lanzado en Alemania y no hay ningún sencillo básico o maxi en ningún otro país del mundo, solo en distribución digital.

### Sencillo de radio
1. «Sweet Sacrifice» (Versión del álbum)  - 3:05

### Sencillo estándar(Parte 1)[10]
1. «Sweet Sacrifice» (Versión del álbum) - 3:05
2. «Weight of the World» (Live From Tokio) - 3:44

### Maxi sencillo(Parte 2)[11]
1. «Sweet Sacrifice» (Versión del álbum) - 3:05
2. «Weight of the World» (Live from Tokio) - 3:44
3. «Sweet Sacrifice» (Versión de radio) - 3:03
4. Entrevista con Amy Lee y Troy McLawhorn (video) - 5:07

## Nominaciones y premios
La canción le valió a Evanescence su quinta nominación a un premio Grammy, esta vez, en 2008 como Mejor Interpretación de Hard Rock, donde competía junto a Foo Fighters por "The Pretender", Ozzy Osbourne por "I Don't Wanna Stop", Queens of the Stone Age por "Sick, Sick, Sick", Tool por "The Pot". Finalmente perdió ante Foo Fighters.
Amy Lee y Terry Balsamo asistieron a la ceremonia de premiación ese año. 
Post de Amy Lee haciendo referencia a la aparición de John LeCompt en los Grammys

"Hola a todos. he visto algunas falsas afirmaciones en algunos artículos recientes, y yo sólo quiero poner las cosas rectas.

Hacer un disco conlleva mucho de trabajo duro, y mucho corazón. Cuando Terry y yo nos dimos cuenta de que Sweet Sacrifice fue nominada por "best hard rock performance", nosotros nos mareamos de la emoción al ver que algo que habíamos creado voló tan lejos. Todos ustedes saben que Terry sufrió un derrame cerebral justo después de terminar con las guitarras de The Open Door, y cuanto ha tenido que esforzarse para superar los efectos que había dejado esto en su desempeño. Esta es la razón por la cual la nominación nos conmovió tanto. Este premio es de aquellos quienes tocaron en el track, y quiero dar el crédito donde es debido. Terry compuso la letra y realizó todas las guitarras para esta canción, Will tocó el bajo, Rocky tocó las baterías, y yo hice las voces. Wind-up records cometió un error cuando pusieron los artistas interpretes en el álbum en 2006, y ahora ese error está siendo tomado como ventaja. Ustedes son los fans, merecen saber que están escuchando, y Terry merece todo el reconocimiento por su desempeño.
Los amo chicos y los necesito! Yo he estado haciendo snowboarding toda la semana en Colorado con algunos amigos, incluyendo David Hodges y su esposa, Kate. OMFG! hahahahaha. Ha sido muy divertido y estoy muy agradecida de tenerlos como amigos. Si yo estoy cojeando en los grammy´s, no se preocupen, no me he roto ningún hueso, mi trasero esta realmente dolorido! Hasta pronto!
Con amor,
Amy"

## Posicionamiento
| Listas                            | Posición |
| --------------------------------- | -------- |
| Alemania (Official German Charts) | 75       |
| Estados Unidos (Mainstream Rock)  | 24       |
| Grecia (IFPI Greece)              | 13       |
| Turquía (Türkiye Top 20)          | 11       |